# Fabian Wilhelm Staël von Holstein
Fabian Wilhelm Staël von Holstein (i riksdagen kallad Stael von Holstein i Skyrup), född 1 december 1797 i Gråmanstorps församling, Kristianstads län, död 5 december 1873 i Lunds stadsförsamling, Malmöhus län, var en svensk friherre, militär och riksdagsman.
Fabian Wilhelm Staël von Holstein var ledamot av första kammaren i Sveriges riksdag 1866–1869, invald i Kristianstads läns valkrets. Han är begravd på Östra kyrkogården i Lund.